# Luxlait
Luxlait (произносится Люксле́) — крупнейшая молочная компания в Люксембурге.

## История
Luxlait была основана в 1894 году, как частная компания под названием Central-Molkerei (с нем. — «Центральная молочная компания») с капиталом в 60 000 люксембургских франков
. В 1929 году реорганизована в Общество с ограниченной ответственностью под названием Laiterie centrale Luxembourg (с фр. — «Центральная молочная компания Люксембурга») с уставным капиталом в 150 000 люксембургских франков
. В качестве уставных целей новой компании указывались производство масла и сыра, а также всех продуктов, которые могут быть получены из молока; покупка и продажа молока и продуктов, полученных из него; покупка и продажа всех сельскохозяйственных продуктов.
Во время Второй мировой войны Luxlait пережила принудительные реорганизации и популярность компании возросла. Ежедневное производство количества молока возросло с 2000-х литров в конце 1930 года до 40000 литров в конце Второй мировой войны.
В 1946 году в Люксембурге существовало около 180 производителей молочных продуктов. Компания была преобразована в кооператив под названием Laiterie de Luxembourg, в который вошли многие из этих производителей, а также крестьян-производителей этих товаров. В 1960 году появился бренд Luxlait, представлявший собой аббревиатуру, составленную из первого слога слова «Люксембург» и французского слова «lait» (произносится «ле» — молоко). В 1978 году произошло слияние трёх крупнейших молочных кооперативов Люксембурга — к Luxlait присоединились кооперативы Celula и Laduno. С этого момента объединённая компания является крупнейшим производителем молока и молочных продуктов в стране.

## Производство
Основные производственные мощности компании находятся в коммуне Биссен. На производстве занято более 300 человек, годовое производство — более 160 миллионов литров молока в год, из которых 65 % отправляются на экспорт.